# Jonas Mendes
Jonas Asvedo Mendes (Bissau, 20 de novembro de 1989) é um futebolista profissional guineense que atua como guarda-redes.

## Carreira
Jonas Mendes representou a Seleção Guineense de Futebol no Campeonato Africano das Nações de 2017.